# Томане
Антонио Мануел Фернандес Мендес (порт. António Manuel Fernandes Mendes; 23. октобар 1992), познатији као Томане (порт. Tomané), португалски је фудбалер. Игра на позицији нападача, а тренутно наступа за Самсунспор.

## Каријера
Томане је играо у млађим категоријама Виторије Гимараис, а за први тим овог клуба је дебитовао 2010. године. За сезону 2011/12. позајмљен је трећелигашу Лимианосу, и у њиховом дресу је одиграо 18 првенствених утакмица уз један постигнут гол. Након повратка са позајмице играо је у другом тиму Виторије Гимараис, а у шансу у првом тиму је почео да добија у сезони 2013/14. када је наступио на 21 првенственој утакмици, уз још четири наступа у Лиги Европе. За први тим Виторије Гимараис је до јануара 2016. одиграо 70 утакмица у Првој лиги Португала уз девет постигнутих голова. Крајем јануара 2016. је позајмљен немачком друголигашу Дуизбургу до краја сезоне. У дресу Дуизбурга је до краја сезоне 2015/16. одиграо девет утакмица на којима није постигао гол.
У јуну 2016. године је потписао трогодишњи уговор са грчким суперлигашем Панетоликосом. Међутим играч Панетоликоса је био само једну полусезону током које је одиграо 11 првенствених утакмица уз један постигнут гол. Томане се крајем децембра 2016. вратио у Португал и потписао уговор са прволигашем Аруком до јуна 2019. Током другог дела сезоне 2016/17. је одиграо 17 првенствених утакмица за Аруку, уз три постигнута гола, али је клуб испао из прволигашког друштва. У августу 2017. потписује уговор са прволигашем Тонделом. У екипи Тонделе је провео наредне две сезоне, и у том периоду је одиграо 63 првенствене утакмице на којима је постигао 21 гол.
Почетком јула 2019. године је потписао трогодишњи уговор са Црвеном звездом. За тај клуб је дебитовао у 4. колу Суперлиге Србије, такмичарске 2019/20, ушавши у игру уместо Ричмонда Боаћија у 62. минуту сусрета са екипом Младости из Лучана.

## Трофеји
Црвена звезда
- Суперлига Србије (1): 2019/20.